# Copa de Algarve 1994
La Copa de Algarve de 1994 fue la edición inaugural de este torneo. Es una competición anual de fútbol femenino organizada en la región de Algarve en Portugal.
Noruega ganó la Copa tras vencer a Estados Unidos por 1 a 0 en la final.

## Equipos participantes
| - Dinamarca - Estados Unidos - Finlandia | - Noruega - Portugal - Suecia |

## Fase de grupos

### Grupo A
| Equipo         | Pts | PJ | PG | PE | PP | GF | GC | DG |
| -------------- | --- | -- | -- | -- | -- | -- | -- | -- |
| Estados Unidos | 6   | 2  | 2  | 0  | 0  | 6  | 0  | +6 |
| Suecia         | 3   | 2  | 1  | 0  | 1  | 3  | 1  | +2 |
| Portugal       | 0   | 2  | 0  | 0  | 2  | 0  | 8  | -8 |

| 16 de marzo, 16:30 (UTC±00:00) | Estados Unidos                                         | 5:0     | Portugal | Estádio Dr. Francisco Vieira, Silves                   |                                                        |
|                                | Gabarra 5', 31' · Lilly 21' · Milbrett 85' · Foudy 89' | Reporte |          | Asistencia: 2.000 espectadores Árbitro(s): Finn Lambek | Asistencia: 2.000 espectadores Árbitro(s): Finn Lambek |

| 17 de marzo, 16:30 (UTC±00:00) | Suecia                                         | 3:0     | Portugal | Estadio José Arcanjo, Olhão                           |                                                       |
|                                | Nilsson 11' · Cazuza 25' (a.g.) · Nessvold 76' | Reporte |          | Asistencia: 500 espectadores Árbitro(s): Mika Peltola | Asistencia: 500 espectadores Árbitro(s): Mika Peltola |

| 18 de marzo | Estados Unidos | 1:0     | Suecia | Vila Real de Santo António,  |                              |
|             | Hamm 1'        | Reporte |        | Asistencia: 450 espectadores | Asistencia: 450 espectadores |

### Grupo B
| Equipo    | Pts | PJ | PG | PE | PP | GF | GC | DG  |
| --------- | --- | -- | -- | -- | -- | -- | -- | --- |
| Noruega   | 6   | 2  | 2  | 0  | 0  | 12 | 1  | +11 |
| Dinamarca | 3   | 2  | 1  | 0  | 1  | 2  | 6  | -4  |
| Finlandia | 0   | 2  | 0  | 0  | 2  | 0  | 7  | -7  |

| 16 de marzo | Noruega                                                             | 6:0     | Finlandia | Portimão,                    |                              |
|             | Hegstad 1' · Aarønes 4', 33' · Krokan 52' · Sandberg 85' · ? (a.g.) | Reporte |           | Asistencia: 462 espectadores | Asistencia: 462 espectadores |

| 17 de marzo | Dinamarca    | 1:0     | Finlandia | Estadio José Arcanjo, Olhão |  |
|             | Rasmussen 1' | Reporte |           |                             |  |

| 18 de marzo | Noruega                                                              | 6:1     | Dinamarca | Vila Real de Santo António,  |                              |
|             | Aarønes 9', 57' · Riise 14' · Medaln 17' · Hegstad 38' · Carlsen 60' | Reporte | Hansen 1' | Asistencia: 436 espectadores | Asistencia: 436 espectadores |

## Fase final

### 5.° puesto
| 20 de marzo, 10:00 (UTC±00:00) | Portugal                 | 2:0     | Finlandia | Estadio Municipal, Quarteira |                         |
|                                | Couto 55' · Sequeira 68' | Reporte |           | Árbitro(s): Finn Lambek      | Árbitro(s): Finn Lambek |

### 3.° puesto
| 20 de marzo | Suecia      | 1:0     | Dinamarca | Loulé,                       |                              |
|             | Videkull 1' | Reporte |           | Asistencia: 400 espectadores | Asistencia: 400 espectadores |

### Final
| 20 de marzo | Noruega     | 1:0     | Estados Unidos | Estadio de São Luís, Faro                              |                                                        |
|             | Aarønes 84' | Reporte |                | Asistencia: 1.152 espectadores Árbitro(s): José Pratas | Asistencia: 1.152 espectadores Árbitro(s): José Pratas |

| Campeón            |
| Noruega 1.° título |

## Goleadoras
| Jugadora            | Goles |
| ------------------- | ----- |
| Ann Kristin Aarønes | 5     |
| Birthe Hegstad      | 2     |
| Carin Gabarra       | 2     |
| Christina Hansen    | 1     |
| Janne Rasmussen     | 1     |
| Agnete Carlsen      | 1     |
| Elin Krokan         | 1     |
| Linda Medalen       | 1     |
| Hege Riise          | 1     |
| Kristin Sandberg    | 1     |
| Carla Couto         | 1     |
| Patrícia Sequeira   | 1     |
| Annika Nessvold     | 1     |
| Helen Nilsson       | 1     |
| Lena Videkull       | 1     |
| Julie Foudy         | 1     |
| Mia Hamm            | 1     |
| Kristine Lilly      | 1     |
| Tiffeny Milbrett    | 1     |

### Autogoles
| Jugadora       | Rival   | Goles |
| -------------- | ------- | ----- |
| ¿?             | Noruega | 1     |
| Anabela Cazuza | Suecia  | 1     |